# Moses von Mardin

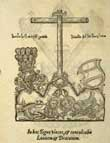
Liber Sacrosancti Evangelii de Iesu Christo Domino et Deo nostro. Wien 1555, Musterseite

Moses von Mardin, auch Moses Mardenus (bl. 1548–1592), war ein syrisch-orthodoxer Geistlicher. Er besorgte den Erstdruck des Neuen Testaments in syrischer Sprache und Schrift.

## Leben
Moses wurde im Dorf Qaluq bei Mardin als Sohn des Priesters Ishaq und seiner Gattin Helene geboren, später Mönch und Priester. Ab 1548 ist er wiederholt in Europa, besonders Rom, nachgewiesen, wo er sich als Gesandter des Patriarchen von Antiochien Ignatius XVI. ˁAbdallah (1521–1557) um die Kirchenunion und den Druck syrischer Bücher bemühen sollte. In dessen und im eigenen Namen legte er 1552 ein katholisches Glaubensbekenntnis ab. Seither galt er im Westen als Katholik („ex Mesopotamia Catholicus sacerdos“), obschon persönlich in Treue zum Glauben seiner Väter. Am 15. März 1556 wurde ihm in Wien die Führung eines eigenen Wappens gestattet. Erstmals in dieser Zeit wird ihm in Europa der Titel Bischof beigelegt, womöglich zeitlebens zu Unrecht.
Geschätzt war Moses als einer der damals in Europa seltenen Lehrer des Syrischen. Zu seinen römischen Schülern gehörten die ersten europäischen Syrologen Andreas Masius und Johann Widmannstetter.
Bei und über Widmannstetter fand er ab 1553 in Wien die nötige, auch finanzielle Unterstützung (durch König Ferdinand I.) für die erste gedruckte Ausgabe des Neuen Testaments auf Syrisch sowie eine syrische Grammatik, die 1555 beziehungsweise 1556 bei Michael Zimmermann in Wien erschienen. Die syrischen Lettern wurden von Kaspar Kraft nach der eleganten Handschrift des Moses von Mardin geschnitten. Als Textvorlage dienten zwei Manuskripte auf Syrisch, eines, das Moses von Mardin besaß (heute Cod. Vindob. syr. 1), und eines von Guillaume Postel. Der zweibändigen NT-Ausgabe beigegeben ist eine Tafel der biblischen Lesungen im Gottesdienst in syrischer und lateinischer Sprache. Eine Hälfte der Auflage (1000 Exemplare) brachte Moses bei seiner Rückkehr in den Orient, ein anderer Teil gelangte auf den europäischen Markt (datiert auf 1562).
Ab 1556 wirkte Moses anscheinend wieder im Orient, um 1560/61 im Kloster Mār Ābay, 1576/77 in Ägypten, ab 1578 erneut in Rom. Dort war er von 1581 bis Ende 1585 als Professor für Arabisch und Syrisch am Collegio dei Neofiti tätig. 1592 wird er letztmals erwähnt.
Von Moses’ Hand haben sich eine Reihe von Manuskripten erhalten, unter anderem ein lateinisches Missale in syrischer Transliteration (Brit. Libr. Harley 5512; ca. 1550).

## Werke
- Johann Albrecht Widmannstetter: Ketābā d-ewangelyōn qaddīšā de-māran w-alāhan Yešuʿ mešiḥā. Reliqua hoc codice comprehensa pagina proxima indicabit … characteribus et lingua syra Jesu Christo vernacula … expressa. Liber sacrosancti Evangelii de Jesu Christo Domino et Deo nostro. Michael Cymbermannus excudebat (Michael Zimmermann), Wien 1555.
- George Kiraz: The Widmanstadt-Moses of Mardin Editio Princeps of The Syriac Gospels of 1555. Gorgias Press LLC, 2006, ISBN 1-59333-999-2 (Facsimile mit Einführung)
- Andreas Müller: Symbolae Syriacae. Sive I. Epistolae duae Syriacae amoebaeae. Una Mosis Mardeni, Sacerdotis Syri; Altera Andreae Masii, JCti & Consil. olim Cliviaci. Cum Versione & Notis. Ut & II. Dissertationes duae de rebus itidem Syriacis, & è reliquis Mardeni Epistolis maximè. Berlin 1673.